# 2-برومو البوتان
2-برومو البوتان صيغته الجزيئية C4-H9-Br، وهو سائل عديم اللون ذو رائحة لطيفة. بسبب توصيل ذرة كربون متصلة البروم لاثنين من الكربونات الأخرى.